# STS-45
إس تي إس-45 (بالإنجليزية: STS-45)‏ الرحلة السادسة والأربعون ضمن برنامج مكوك الفضاء لوكالة ناسا، والرحلة الحادية عشر على متن مكوك الفضاء أتلانتس، انطلقت الرحلة في 24 مارس 1992 من مركز كينيدي للفضاء ، وهبطت بتاريخ 2 أبريل في مركز كينيدي للفضاء أيضاً، بعد تسعة أيام مكثتها الرحلة في الفضاء، هدف الرحلة إجرآء دراسات في كيمياء الغلاف الجوي والإشعاع الشمسي، فيزياء البلازما في الفضاء، بلغ عدد الرواد المشاركين في الرحلة سبعة رواد من بينهم رائد فضاء بلجيكي.